# Парадоксальне дихання

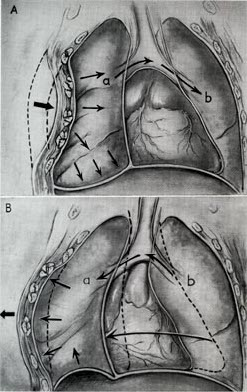
Механізм парадоксального дихання при переломах ребер: на вдиху відбувається западіння флотуючої ділянки грудної клітки (A), а на видосі реберне " вікно" набухає(B).

Парадоксальне дихання (грец. παράδοξος) — незвичайний, неймовірний, дивний та від (грец. παρα) — поруч, біля, порівняно з  і грец. (грец. δόξα) — думка, погляд, пов'язаного з грец. δόγμα — положення, догма; грец.δοκέω — вважаю, думаю)- патологічний механізм маятникоподібного руху повітря зі здорової легені в протилежну пошкоджену легеню і назад. Виникає при відкритому пневмотораксі і переломах ребер. Призводить до загострення гіпоксії і гіперкапнії, а також сприяє флотації середостіння і, як наслідок, виникають розлади серцево-судинної системи, з подальшим плевропульмональним шоком.

## Патогенез

### Механізм розвитку парадоксального дихання при флотаційних переломах ребер

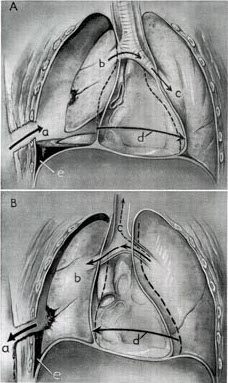
Механізм розвитку парадоксального дихання при відкритому пневмотораксі : на вдиху повітря додатково надходить в плевральну порожнину і через пошкоджену легеню в здорову (А), а на видосі виходить з плевральної порожнини назовні і поступає з здорової легені в пошкоджену (В)

При флотаційних переломах утворюється фрагмент грудної клітини, що не бере участь в її рухах і переміщається в залежності від внутрішньогрудинного тиску: реберне вікно западає при вдиху (зниження внутрішньогрудного тиску), а надміру наповнюється на видиху (підвищення внутрішньогрудного тиску). Це пояснює флотацію ребрового вікна — парадоксальний рух, протилежний до руху грудної клітини (див. Малюнок 1). Порушення каркаса грудної клітки призводить до неповного розправлення легені на стороні пошкодження. Цікаво, що на вдиху, через западання флотаційної ділянки, внутрішньолегеневий тиск повітря на стороні пошкодження вищий, а на видиху через наповнення ребрового вікна — нижчий, ніж в легені на здоровій стороні. У зв'язку з цим при диханні відбувається часткове перекачування повітря з легенів на ураженій стороні в легеню на здоровій (малюнок 1A), а при видиху — навпаки (малюнок 1B). Такий маятникоподібний рух повітря в легенях призводить до збільшення «мертвого» простору і сприяє наростанню гіпоксії. Крім того, різниця тиску в здоровій і ушкодженій половинах грудної клітки, змінюється в процесі дихання, обумовлює зміщення органів середостіння (в тому числі серця і великих судин) маятнікоподібного характеру, що обумовлює розвиток серцево-судинних порушень.

### Механізм розвитку парадоксального дихання при відкритому пневмотораксі
При відкритому пневмотораксі (вільне сполучення плевральної порожнини з навколишнім середовищем), під час вдиху відбувається додаткове надходження повітря в плевральну порожнину, а при видиху — вихід відповідного обсягу, і прогресивного збільшення кількості вільного газу з кожним дихальним рухом в плевральній порожнині не спостерігається. У зв'язку з цим легень на стороні дефекту спадается на вдиху і розправляється на видиху (Малюнок 2). До того ж при вдиху повітря з легенів на стороні поранення частково перекачується в легеню на здоровій стороні (малюнок 2A), а при видиху — навпаки (малюнок 2B). В результаті розвиваються патологічні зміни як і при переломах ребер: посилення гіпоксії, флотація середостіння, серцево-судинна недостатність, плевропульмональний шок.

### «Газ, що перекачується»
Розвиток парадоксального дихання при вираженому порушенні каркаса грудної клітки або значному відкритому пневмотораксі призводить до того, що при вдиху легеня з ураженої сторони не заповнюється повітрям з головного бронха свого боку, а в нього потрапляє лише мала порція атмосферного повітря, яке аспірується здоровою легенею. У той же час при вдиху в неушкоджену легеню аспірується значний об'єм повітря з легенів на стороні пошкодження, а під час видиху збіднене киснем і збагачене вуглекислим газом повітря під певним тиском надходить не тільки в трахею (видихається в атмосферу), але і накопичується в легені на стороні пошкодження. Таким чином, під час кожного вдиху і кожного видиху збіднене киснем та збагачене вуглекислотою повітря в обсязі 150—250 мл як би перекачується зі здорової легені в пошкоджену і назад, через що цей процес і був названий «газ, що перекачується»

## Дивитись також
- Пневмоторакс